# Diuna. Krucjata przeciw maszynom
Diuna. Krucjata przeciw maszynom – powieść z 2003 roku osadzona w Uniwersum Diuny, napisana przez Briana Herberta i Kevina J. Andersona. Akcja książki toczy się 10 000 lat  przed wydarzeniami opisanymi przez Franka Herberta w oryginalnych Kronikach Diuny. Krucjata przeciw maszynom to druga z trzech książek składających się na serię Legendy Diuny. Książka przedstawia losy bohaterów, których rodziny staną się w przyszłości jednymi z najbardziej wpływowych we wszechświecie: Atrydów, Corrinów i Harkonnenów.

## Fabuła
Akcja książki rozpoczyna się w 25 roku trwania Dżihadu Butleriańskiego, czyli w roku 177 P.G. (przed Gildią). Walka z myślącymi maszynami nabrała tempa. Symbolem walki stał się tragicznie zmarły Manion, syn Sereny Butler, zwanej Kapłanką Dżihadu. Wielką polityczną siłę zyskała Rada Dżihadu, której przewodniczył wpływowy Iblis Ginjo, zajmujący stanowisko Wielkiego Patriarchy Dzihadu. Vorian Atryda i Xavier Harkonnen zajmują najwyższe stanowiska dowodzące w armii.
Na pustynnej planecie Diunie, Selim Ujeżdzacz Czerwi gromadzi grupę wojowników, którzy podejmują walkę z ludźmi trudniącymi się zbieractwem i sprzedażą przyprawy.
Uczony Tio Holtzman wykorzystuje wynalazki Normy Cenvy, aby zyskać sławę na Politrenie. Niebawem na planecie dochodzi do buntu niewolników i krwawych zamieszek. Norma Cenva zostaje porwana przez jednego z cymeków - Kserksesa. W czasie tortur odkrywa w sobie niezwykłe moce, które wykorzystała do przemiany swojego ciała.
W 36. roku Dżihadu (166 P.G.) umierają rodzice Sereny Butler - Livia i Manion Butlerowie. W tym samym roku, po siedmiu latach prac w stoczni na Kolharze udaje się zbudować flotę statków kosmicznych potrafiących podróżować dzięki zakrzywieniom przestrzeni wykorzystującym równania Holtzmana. Wytyczenie bezpiecznej trasy to trudne zadanie i podróżowanie nimi wiąże się z dużym ryzykiem.
Statki zakrzywiające przestrzeń zaczynają przewozić towary pomiędzy planetami, o czym dowiaduje się Rada Dżihadu. Serena Butler domaga się od Aureliusza Venporta, męża Normy Cenvy, przekształcenia floty statków towarowych na wojskowe. Podczas wizyty Aureliusza i Zufy Cenvy na Selusa Secundus udało się osiągnąć porozumienie w sprawie budowy floty statków militarnych wyposażonych w nowatorskie napędy. W czasie powrotu na Kolhara statek Zufy i Aureliusza zostaje zaatakowany przez oddział cymeków pod dowództwem najstarszego z neocymeków - Beowulfa. Niespodziewanie na polu bitwy pojawia się sztuczna asteroida tytanki Hekate, która przed laty opuściła grono tytanów i opowiedziała się po stronie ludzi. W wyniku nieporozumienia Zufa Cenva, dokonuje samobójczego ataku psychicznego, który niszczy jej mózg oraz mózgi Hekate i Aureliusza Venporta. Sztuczna asteroida pozbawiona sterowności spada w atmosferę Ginaza, planety najemników. Na jednej z plaż Ginaza trenuje Jool Noret, najemnik, który zlikwidował wiele wrogich myślących maszyn. Na skutek upadku asteroidy do morza powstaje gigantyczna fala tsunami, która zabija Joola Noreta.
W tym czasie kogitorzy z wieży z kości słoniowej podjęli misję wynegocjowania pokoju pomiędzy ludźmi i Omniusem. Warunkiem jego zawarcia było przybycie przedstawiciela ludzi do głównej siedziby - Corrina. Dzięki namowom Wielkiego Patriarchy do tej misji zgłasza się Serena Butler, która podąża do siedziby Omniusa z zamiarem sprowokowania go do zabicia jej. Serena wie, że jej poświęcenie spowoduje wzrost zapału ludzi do uczestnicztwa w Dzihadzie. Śmierć Sereny wykorzystuje do swoich celów politycznych Iblis Ginjo, który przedstawia fałszywy materiał ukazujący torturowanie Wielkiej Kapłanki przez maszyny.
Niebawem Wielki Patriarcha ogłasza chęć przyłączenia Tlulaxa do Ligi Szlachetnych. Wraz z Xavierem Harkonnenem wyrusza na planetę, z której cyklicznie dostarczane są tkanki i narządy zamienne dla rannych żołnierzy. Na miejscu Xavier dowiaduje się prawdy - narządy są pozyskiwane z więzionych niewolników, przechwyconych na planetach rzekomo zaatakowanych przez myślące maszyny. Primero Harkonnen nie pozwala kontynuować tych działań Iblisowi - postanawia zniszczyć statek kosmiczny, zabijając tym samym siebie i Wielkiego Patriarchę.